# Giulia Riva
Giulia Riva (née le 31 janvier 1992 à Milan) est une athlète italienne, spécialiste du sprint.
En 2015, elle est sélectionnée trois fois en équipe nationale et le 25 juillet, elle porte son record personnel sur 100 m à 11 s 58 (-0.2) à Turin.
Elle remporte la médaille de bronze du relais poursuite lors des Jeux européens de 2019 en courant la dernière fraction du 200 m.